# Onlay
Onlay és un municipi francès, situat al departament del Nièvre i a la regió de Borgonya - Franc Comtat. L'any 2007 tenia 164 habitants.

## Demografia

### Població
El 2007 la població de fet d'Onlay era de 164 persones. Hi havia 80 famílies, de les quals 32 eren unipersonals (16 homes vivint sols i 16 dones vivint soles), 32 parelles sense fills i 16 parelles amb fills.
La població ha evolucionat segons el següent gràfic:
Habitants censats

### Habitatges
El 2007 hi havia 190 habitatges, 84 eren l'habitatge principal de la família, 88 eren segones residències i 18 estaven desocupats. 184 eren cases i 4 eren apartaments. Dels 84 habitatges principals, 70 estaven ocupats pels seus propietaris, 11 estaven llogats i ocupats pels llogaters i 3 estaven cedits a títol gratuït; 2 tenien una cambra, 8 en tenien dues, 17 en tenien tres, 23 en tenien quatre i 34 en tenien cinc o més. 60 habitatges disposaven pel capbaix d'una plaça de pàrquing. A 42 habitatges hi havia un automòbil i a 30 n'hi havia dos o més.

### Piràmide de població
La piràmide de població per edats i sexe el 2009 era:
| Homes | Edats   | Dones |
| ----- | ------- | ----- |
| 0     | 95 o +  | 0     |
| 0     | 90 a 94 | 4     |
| 0     | 85 a 89 | 4     |
| 8     | 80 a 84 | 4     |
| 0     | 75 a 79 | 8     |
| 12    | 70 a 74 | 12    |
| 12    | 65 a 69 | 8     |
| 8     | 60 a 64 | 12    |
| 20    | 55 a 59 | 12    |
| 12    | 50 a 54 | 12    |
| 12    | 45 a 49 | 12    |
| 20    | 40 a 44 | 8     |
| 20    | 35 a 39 | 12    |
| 8     | 30 a 34 | 12    |
| 0     | 25 a 29 | 0     |
| 4     | 20 a 24 | 4     |
| 20    | 15 a 19 | 12    |
| 8     | 10 a 14 | 8     |
| 8     | 5 a 9   | 16    |
| 12    | 0 a 4   | 4     |

## Economia
El 2007 la població en edat de treballar era de 89 persones, 57 eren actives i 32 eren inactives. De les 57 persones actives 50 estaven ocupades (27 homes i 23 dones) i 7 estaven aturades (3 homes i 4 dones). De les 32 persones inactives 19 estaven jubilades, 5 estaven estudiant i 8 estaven classificades com a «altres inactius».

### Ingressos
El 2009 a Onlay hi havia 78 unitats fiscals que integraven 156 persones, la mediana anual d'ingressos fiscals per persona era de 14.629 €.

### Activitats econòmiques
Dels 10 establiments que hi havia el 2007, 1 era d'una empresa alimentària, 4 d'empreses de construcció, 1 d'una empresa de comerç i reparació d'automòbils, 2 d'empreses d'hostatgeria i restauració, 1 d'una empresa financera i 1 d'una empresa de serveis.
Dels 4 establiments de servei als particulars que hi havia el 2009, 2 eren paletes, 1 electricista i 1 restaurant.
L'any 2000 a Onlay hi havia 15 explotacions agrícoles que ocupaven un total de 935 hectàrees.

## Equipaments sanitaris i escolars
El 2009 hi havia una escola maternal integrada dins d'un grup escolar amb les comunes properes formant una escola dispersa.

## Poblacions més properes
El següent diagrama mostra les poblacions més properes.